# Europejska Jednostka Rozrachunkowa
Europejska Jednostka Rozrachunkowa (ang. European Unit of Account, EUA) – ustanowiona w 1975 roku jednostka rozrachunkowa oparta na koszyku walut krajowych państw członkowskich Wspólnot Europejskich.
Została wprowadzona na mocy decyzji 75/250/EWG z dnia 21 kwietnia 1975 r. Rady Wspólnot Europejskich. Celem wprowadzenia EUA było ułatwienie prowadzenia księgowości Wspólnot oraz usprawnienie prac nad ich budżetem. Europejska Jednostka Rozrachunkowa stanowiła koszyk walut narodowych, przy czym każda z walut posiadała w koszyku wagę zgodną z udziałem danego państwa w produkcie krajowym brutto (PKB) Wspólnot Europejskich i w handlu wewnętrznym. Europejska Jednostka Rozrachunkowa została zastąpiona w 1981 roku przez Europejską Jednostkę Walutową (ECU), wraz z wprowadzeniem Europejskiego Systemu Walutowego (ESW) w 1979 roku. EUA była wykorzystywana niemal wyłącznie do celów ewidencyjno-rozrachunkowych.